# Ligne de chemin de fer Cogne - Eaux-Froides
La ligne Cogne - Eaux-Froides est une ligne ferroviaire minière désaffectée à voie étroite.

## Histoire
Cette ligne fut construite par l'industrie sidérurgique Cogne pour relier les mines de fer de Cogne avec Aoste, où se situent les bâtiments de l'aciérie.
À la suite de la fermeture des mines de Cogne, un projet a été proposé pour la transformation de cette ligne en un tramway interurbain, mais, après la restauration des gares d'Eaux-Froides et de Cogne, il n'a jamais été réalisé.

## Parcours
Le début de la ligne se situe à Eaux-Froides, dans la commune de Gressan, près de l'actuelle station de ski de Pila. Eaux-Froides était le terminus d'une téléphérique provenant d'Aoste. La ligne ferroviaire se dirigeait vers la galerie du Drinc, qui menait directement dans le haut val de Cogne. Après un parcours assez bref, elle arrivait près du chef-lieu de Cogne (au hameau Moline), où se trouvait la gare de triage des marchandises, près du départ des téléphériques pour les mines de la Côte du Pin et de Colonne.

## Futur
Dans le cadre d'une revalorisation touristique de cette ligne, un prolongement de 800 mètres d'Eaux-Froides jusqu'à Plan-Praz, où se situe une des trois stations intermédiaires de la télécabine Aoste-Pila, ouverte en 1988 et assurant la liaison entre la capitale régionale et l'une des plus importantes stations de ski valdôtaines.
La ligne Cogne - Eaux-Froides a été restaurée, les travaux ayant été commencés en 1986 et achevés en 2006, mais l'épreuve a été suspendue sine die, surtout à cause de la longueur de la galerie du Drinc. Le coût total du projet s'élève à 30 millions d'euros environ.

La Cour des comptes a ouvert une enquête, suspendue depuis 2010 dans l'attente des résultats d'une expertise technique demandée à l'ingénieur du projet.